# Вишковци (општина)
Вишковци су насељено место и седиште општине у средишњој Славонији, Осјечко-барањска жупанија, Република Хрватска.

## Историја
До територијалне реорганизације у Хрватској налазили су се у саставу бивше велике општине Ђаково.

## Становништво
На попису становништва 2011. године, општина Вишковци је имала 1.906 становника, од чега у самим Вишковцима 1.144.

## Попис1991.
На попису становништва 1991. године, насељено место Вишковци је имало 1.261 становника, следеће националне припадности:
| Попис 1991.‍   | Попис 1991.‍ | Попис 1991.‍ | Попис 1991.‍ | Попис 1991.‍ |
| ------------- | ----------- | ----------- | ----------- | ----------- |
|               |             |             |             |             |
| Хрвати        | Хрвати      |             | 1.228       | 97,38%      |
| Мађари        | Мађари      |             | 20          | 1,58%       |
| Немци         | Немци       |             | 3           | 0,23%       |
| Југословени   | Југословени |             | 1           | 0,07%       |
| Словаци       | Словаци     |             | 1           | 0,07%       |
| Украјинци     | Украјинци   |             | 1           | 0,07%       |
| непознато     | непознато   |             | 7           | 0,55%       |
| укупно: 1.261 |             |             |             |             |